# David Bankier
David Bankier (Hebreeuws: דוד בנקיר) (Zeckendorf, 19 januari 1947 – Jeruzalem, 26 februari 2010) was een Israëlisch historicus.

## Levensloop
Bankier werd geboren in de Duitse kibboets Licht des Lebens, die gelegen was in Zeckendorf. Zijn ouders waren Oost-Europese Joden, die zich voorbereidden op de emigratie naar Palestina. Zijn familie emigreerde in 1952 naar Argentinië.
Na de Zesdaagse Oorlog vestigde Bankier zich in Israël. Hij studeerde aan de Hebreeuwse Universiteit van Jeruzalem en doceerde er later als hoogleraar over het onderzoek naar de Holocaust. Sinds 2000 was hij ook hoofd van het onderzoeksinstituut van het memoriaal Yad Vashem.
Bankier stierf op 63-jarige leeftijd aan de gevolgen van kanker.

## Thema
Centraal thema in het onderzoek van Bankier was de vraag in welke mate de Duitse bevolking afwist van de massamoorden en welke houding ze aannam tegenover de Joden. Bankier verrichtte pionierswerk door deels niet-openbare bronnen, zoals herinneringen, dagboeken en brieven van tijdgenoten, te ontsluiten en te evalueren. In zijn boek Die Öffentliche Meinung im Hitler-Staat verklaart Bankier de onverschilligheid van de bevolking tegenover de vervolging niet als passiviteit of stilzwijgende instemming, welk standpunt Ian Kershaw en Otto Dov Kulka innamen, maar uit de onwil van de bevolking om hun betrokkenheid bij het onrecht toe te geven. Men zou zichzelf voorgespiegeld hebben als vermeende onwetende gevrijwaard te blijven van vergelding. 

## Werken (selectie)
- (Uitg.) Met Herbert Obenaus & Daniel Fraenkel: Historisches Handbuch der jüdischen Gemeinden in Niedersachsen und Bremen Deel 1 – 2. Göttingen 2005, ISBN 3-89244-753-5; 1678 blz. met 83 afb. en 1 kaart.